# 미촌
미촌(三村)은 이바라키현 니하리군에 일찍이 존재했던 촌이다.

## 지리
- 현재의 이시오카시 남동부에 위치하고 있다.
- 마을은 고원과 평지가 뒤섞인 골짜기가 많은 지형이다.

## 역사
- 1889년 4월 1일 - 정촌제 시행에 의해 미촌이 단독으로 촌을 시행해 니하리군 미촌이 성립하였다.
- 1954년 12월 1일 - 세카가와촌과 함께 이시오카시에 편입해, 동일 미촌은 폐지되었다.

## 인구
| 1891年 | 1,829 |
| 1909年 | 2,209 |
| 1920年 | 2,261 |
| 1935年 | 2,392 |
| 1950年 | 3,062 |

## 참고문헌
- 石岡市史編さん委員会編『石岡市史 下巻』、石岡市、1985年
- 角川日本地名大辞典編纂委員会『가도카와 일본 지명 대사전 8 茨城県』、가도카와 쇼텐、1983年 ISBN 4040010809